# Arsanilate de sodium
L’arsanilate de sodium, p-phényl-arsinate monosodique, est un composé de l’arsenic employé comme médicament, commercialisé sous les noms d'Atoxyl et de Trypoxyl pendant quelques années, au tournant du XIXe et du XXe siècle.

## Histoire

### La découverte
C'est Antoine Béchamp qui, en 1859, décrit pour la première fois ce sel de sodium de l'acide arsanilique. Il le nomme « atoxyl », pour marquer la relative faiblesse de sa toxicité par comparaison à celle de l’arsenic. L’atoxyl est d’abord utilisé dans le traitement des dermatoses simples. En 1905, le médecin canadien Harold Wolferstan Thomas (de) et le zoologiste autrichien Anton Breinl (de) découvrent qu’il est efficace contre le trypanosome de la maladie du sommeil,, d'où son autre nom de Trypoxyl.
Cette activité est cependant peu prononcée, et la dose nécessaire est beaucoup trop élevée pour que les effets toxiques ne dépassent largement les bénéfices. L’atoxyl provoque en effet fréquemment la cécité par atteinte du nerf optique, et son usage est très vite abandonné.

### Les prolongements
Cependant, la découverte de l'activité de l’Atoxyl sur le trypanosome attire l’attention du bactériologiste allemand Paul Ehrlich, qui réussit à élucider sa structure chimique et à synthétiser une série de dérivés, susceptibles d'être testés. Il démontre l'utilité de ces organo-arsenicaux dans le traitement des tréponématoses et des trypanosomiases.
Les essais contre la syphilis aboutissent en 1909 à la mise au point, avec Sahachiro Hata, du célèbre Salvarsan et du Néosalvarsan. Le succès du Salvarsan relance la recherche, et de nombreux médicaments dérivés de l'arsenic voient le jour au cours des années suivantes, tels la tryparsamide (it) de Walter Jacobs (en) et Michael Heidelberger (de) (1919), le stovarsol ou l’orsanine d'Ernest Fourneau (1921, 1925) ou le mélarsoprol d'Ernst Friedheim (es) (1949).
Quoique très vite abandonné à son tour car trop toxique encore, le Salvarsan, directement issu de l'atoxyl de Béchamp, constitue donc une étape essentielle dans le développement, non pas seulement de la chimie des arsenicaux thérapeutiques, mais de celle des médicaments de synthèse en général. Il est souvent considéré comme le premier agent chimiothérapeutique moderne et Ehrlich, comme le créateur du concept moderne et du terme de « chimiothérapie ».